# Albin Jansson

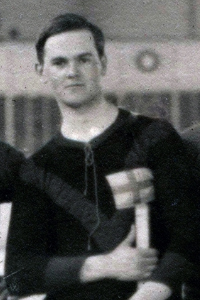
Jansson bei den Olympischen Sommerspielen 1920

Albin Theodor „Abbe“ Jansson (* 9. Oktober 1897 in Stockholm; † 22. März 1985 in Göteborg) war ein Schwedischer Eishockeytorwart, der mit der Schwedischen Nationalmannschaft an den Olympischen Sommerspielen 1920 teilnahm. Dabei belegte er mit seinem Team den vierten Platz. Weitere Einsätze hatte er bei der Eishockey-Europameisterschaft 1923, bei der er mit den Tre Kronor die Goldmedaille gewann.
Auf Vereinsebene spielte er zwischen 1919 und 1932 unter anderem für Järva IS, IK Göta, den Brussels IHSC und den Lidingö IF. Dabei wurde er zweimal Schwedischer Meister (1927 und 1930) und einmal Belgischer Meister.

## Erfolge und Auszeichnungen
- 1923 Goldmedaille bei der Europameisterschaft
- 1923 Belgischer Meister mit dem Brussels IHSC
- 1927 Schwedischer Meister mit dem IK Göta
- 1930 Schwedischer Meister mit dem IK Göta